# Вайсов (потік)
Вайсов (словац. Vajsov) — річка; права притока Крупиниці, протікає в окрузі Крупіна.
Довжина приблизно 7,7—8,7 км. Витік знаходиться в масиві Штявницькі гори — на висоті приблизно 615 метрів.
Протікає територією міста Крупіна.. Впадає в Крупинцю на висоті приблизно 275-280 метрів.